# رسم الإصدار
رسم الإصدار؛ هو مبلغ يُأخذ من المساهمين الجدد في الشركة المساهمة، لتغطيت مصاريف إصدار السهم.